# Церинг Тобгай
Церинг Тобгай (дзонг-кэ ཚེ་རིང་སྟོབས་རྒྱས།, англ. Tshering Tobgay; род. 19 сентября 1965, Ха, Бутан) — бутанский политический деятель, премьер-министр Бутана с 28 января 2024 года.

## Биография
Церинг Тобгай родился 19 сентября 1965 года в городе Ха. Был соучредителем Народно-демократическая партии Бутана, вскоре он вошёл в руководство партии. В 2008 году на выборах в парламент лидер партии и премьер-министр страны Сангай Нгедуп не был избран в парламент и партия потерпела сокрушительное поражение. Именно тогда Церинг Тобгай и выдвинулся в руководство партии.
На парламентских выборах летом 2013 года Народно-демократическая партия Бутана одержала победу. Лидер партии Церинг Тобгай рассматривался как реальный кандидат на пост премьер-министра Бутана. Король Бутана Джигме Кхесар Намгьял Вангчук 27 июля назначил его премьер-министром страны, 30 июля правительство было утверждено.
На следующих выборах его партия потерпела поражение. Он был вынужден оставить пост главы правительства.
После того, как Народно-демократическая партия Бутана получила 30 мест (из 47) на всеобщих выборах 2024 года, Церинг Тобгай снова стал премьер-министром.

## Карьера
Тобгай был государственным служащим до того, как занялся политикой. Он начал свою карьеру в 1991 году в секции технического и профессионального образования (TVES) Бутана. После работы в TVES с 1991 по 1999 год, Тобгай создал и возглавлял Национальное управление технической подготовки (NTTA) с 1999 по 2003 год.
Тобгай с 2003 по 2007 год в Министерстве труда и людских ресурсов Бутана (англ. Ministry of Labour and Human Resources (Bhutan)) в качестве Директора Департамента людских ресурсов. Он ушел из Министерства труда в феврале 2007 года и занялся политикой. После выборов в 2013 году, Тобгай был назначен премьер-министром Бутана путем тайного голосования.

## Политика
Тобгай был одним из основателей Народно-демократической партии и отвечал за создание этой партии в качестве первой зарегистрированной политической партии бутана. На выборах 2008 года, НДП получила только два места, причем Тобгай выиграл одно из них. В 2009 году, лидер НДП Сангай Нгедуп подал в отставку и Тобгай занял пост лидера партии.

### Предвыборная кампания 2013 года
Во время кампании Тобгая на выборах 2013 года, он сосредоточился на улучшении Бутана с помощью небольших обещаний. вместо того, чтобы пойти по стопам своего предшественника и способствовать валовому национальному счастью. Предвыборная кампания Тобгая была сосредоточена на улучшении экономики, которая тогда упала до рекордно низкого уровня в 2%. Кампания также обещала укрепить сельскую экономику, реформировать систему образования и расширить возможности местных органов власти.

### Идеология
Вместо того, чтобы просто способствовать валовому национальному счастью, Тобгай считает, что принципы ВНС должны быть реализованы, и некоторые из важных проблем, которые необходимо решить, - это безработица среди молодежи, коррупция и национальный долг. Тобгай также концентрируется на пресечении коррупции в правительстве.
Права человека, для Тобгая, являются одним из главных вопросов, однако он не говорил публично о правах ЛГБТ в Бутане, где гомосексуалисты продолжают оставаться незаконными с тех пор, как британские колонизаторы ввели закон, запрещающий подобные движения. 

## Выступления
В 2015 году Тобгай выступил с речью в оживленном Гуджарате, пригласив ведущие корпорации со всего мира принять участие в бизнесе с Бутаном.
В 2015 году на TED talk говорил о счастье и о том, насколько распространена тема счастья. В своей речи Тобгай подчеркнул, что для того, чтобы стать счастливым, важно иметь чувство цели, идентичности и безопасности.
На конференции TED в Ванкувере в 2016 году, Тобгай рассказал об обещании Бутана навсегда оставаться углеродно-нейтральным. Он разделял миссию своей страны поставить счастье выше экономического роста и установить мировой стандарт охраны окружающей среды. 
Он выступил на Генеральной Ассамблее ООН в 2017 году, с отчётом об экологических достижениях Бутана и речью о необходимости объединения всего мира для спасения окружающей среды.
9 января 2019 года, Тобгай выступил в Оксфордской инициативе по борьбе с нищетой и развитию человеческого потенциала (OPHI) с докладом о первых десяти годах демократии в Бутане.
В сентябре 2019 года, Тобгай в очередной раз выступил на TED с докладом о влиянии глобального потепления на "третий полюс" мира - регион Гималаев. В о докладе говорится, что две трети ледников могут исчезнуть к концу века; это повлияет на более чем 2 миллиарда человек.

## Награды
17 декабря 2014 года король Бутана вручил Тобгаю медаль, за его усилия по обеспечению благополучия нации.